# Delaware Water Gap National Recreation Area
La Delaware Water Gap National Recreation Area est une zone récréative américaine classée National Recreation Area. Créée le 1er septembre 1965, elle protège 270 km2 dans cinq différents comtés.